# Desmond Boal
Pour les articles homonymes, voir Boal.
Desmond Boal (8 août 1928 - 23 avril 2015) est un avocat et un homme politique unioniste nord-irlandais.
En 1960, il devient député pour l'Ulster Unionist Party au Parlement d'Irlande du Nord. Opposé à Terence O'Neill et ses successeurs (James Chichester-Clark et Faulkner), il quitte l'UUP pour le Democratic Unionist Party en 1971, dont il devient le premier député. Il quitte le DUP en 1974. À la fin de 1976, mandaté par l'Ulster Loyalist Central Co-ordinating Committee, il entame des négociations de paix avec l'IRA provisoire par la médiation de Seán McBride.